# فلج فوق هسته‌ای پیشرونده
فلج فوق هسته‌ای پیشرونده (به انگلیسی: Progressive supranuclear palsy) به اختصار PSP، یک بیماری زوال‌دهنده عصبی با شروع در دوران پیری است که شامل تخریب تدریجی و مرگ بخش‌های خاصی از مغز مشخص می‌شود. این بیماری منجر به علائمی از جمله اختلال در تعادل، کند شدن حرکت، مشکل در حرکت چشم‌ها و اختلال شناختی می‌شود. PSP ممکن است با سایر انواع تخریب عصبی مانند بیماری پارکینسون، زوال عقل پیشانی-گیجگاهی و بیماری آلزایمر اشتباه گرفته شود. علت این بیماری نامشخص بوده اما تجمع پروتئین تاو در نورون‌های مغز یکی از نشانه‌ها و دلایل اصلی وقوع آن است. در حال حاضر این بیماری لاعلاج بوده و داروهایی مانند لوودوپا و آمانتادین تنها می‌توانند در بهبود برخی از علائم بیماری (نه خود بیماری) مفید باشند.
PSP حدود شش نفر را در هر ۱۰۰٬۰۰۰ تحت تأثیر قرار می‌دهد. اولین علائم معمولاً در سن ۶۰ تا ۷۰ سالگی رخ می‌دهد. احتمال ابتلا به این بیماری در مردان کمی بیشتر از زنان است. هیچ ارتباطی بین PSP و نژاد، طبقه یا شغل خاصی یافت وجود ندارد.

## علائم و نشانه‌ها
علائم اولیه در دو سوم موارد اختلال در تعادل، حرکت به سمت جلو هنگام حرکت (حرکت مانند پرندگان یا حرکت آکوردئونی)، راه رفتن سریع، برخورد با اشیا یا افراد و زمین‌خوردن است. علائم زوال عقل نیز در ابتدا بیماری و در حدود یک مورد از هر پنج مورد مشاهده می‌شود.
دیگر علائم اولیه رایج تغییرات در خلق و خو، کند شدن کلی حرکت و مشکلات بینایی است. شایع‌ترین علائم رفتاری در بیماران مبتلا به PSP شامل بی‌تفاوتی، مهارگسیختگی، اضطراب و حالت عمیق ناراحتی یا نارضایتی است.
علائم و نشانه‌های بعدی می‌تواند شامل زوال عقل (معمولاً شامل از دست دادن بازداری و توانایی سازمان‌دهی اطلاعات)، اختلال در گفتار، مشکل در بلع، و مشکل در حرکت چشم‌ها، به ویژه در جهت عمودی اسن، هر چند لزوماً شامل این موارد نمی‌شود. مشکلات حرکتی چشم علت برخی از زمین‌خوردن‌های این بیماران بوده زیرا نگاه کردن به بالا یا پایین برای آنها دشوار است.
برخی از علائم دیگر عبارتند از: عملکرد ضعیف پلک‌ها، انقباض عضلات صورت، کج شدن سر به سمت عقب همراه با سفت شدن عضلات گردن، اختلال در خواب، بی‌اختیاری ادرار و یبوست.
علائم بصری در تشخیص این اختلال اهمیت ویژه ای دارند. بیماران معمولاً از مشکل در خواندن به دلیل ناتوانی در نگاه کردن به پایین شاکی هستند. افتالموپارزی که توسط این بیماران تجربه می‌شود عمدتاً مربوط به حرکت ارادی چشم و ناتوانی در ساخت حرکت‌های جهشی چشمی (ساکاد) عمودی است که اغلب در ساکادهای رو به پایین بدتر می‌شود. بیماران معمولاً در نگاه کردن به پایین و به دنبال آن نگاه کردن به بالا مشکل دارند. هنگامی که معاینه کننده به عنوان بخشی از آزمایش رفلکس دهلیزی-چشمی، سر بیمار را به صورت غیرفعال به بالا و پایین بچرخاند، این فلج نگاه عمودی اصلاح می‌شود. به عنوان مثال، حرکات غیرارادی چشم، همان‌طور که پدیده بل برانگیخته می‌شود، ممکن است به حالت طبیعی نزدیکتر باشد.
در تشخیص دقیق، حرکات چشمی افراد مبتلا به PSP علامت «تکان‌های موج مربعی» را نشان می‌دهند. این نشانه زمانی که بیمار نگاه خود را در فاصله دوری متمرکز می‌کند، قابل مشاهده است. این تکان‌ها، حرکات ظریفی هستند که می‌توان آنها را با نیستاگموس اشتباه گرفت، با این تفاوت که ماهیتی ساکاد مانند دارند و به صورت صاف اتفاق نمی‌افتند. اگرچه افراد سالم نیز در مواردی حرکات تند و سریع موج مربعی انجام می‌دهند، بیماران PSP حرکات تند و سریع موج مربعی آهسته‌تر، با اجزای عمودی کوچکتر از خود نشان می‌دهند. ارزیابی این تکان‌های موج مربعی و ساکادهای عمودی کاهش یافته به ویژه برای تشخیص فلج فوق هسته‌ای پیشرونده مفید است، زیرا این حرکات بیماران PSP را از سایر بیماران پارکینسونی متمایز می‌کند. مشکلات همگرایی (نارسایی همگرایی)، که در آن چشم‌ها در حالی که روی چیزی نزدیک تمرکز می‌کنند، مانند صفحات یک کتاب، به هم نزدیک می‌شوند نیز یکی از علائم این بیماری است. از آنجایی که چشم‌ها برای تمرکز در فواصل کوتاه به مشکل دارند، ممکن است بیمار هنگام مطالعه از ابتلایش به دوبینی شکایت کند.
ظاهر مشخص صورت معروف به علامت پروسروس هنگام خیره شدن با چشم‌های باز، شیارهای پیشانی با حالت اخم و عمیق شدن سایر چین‌های صورت نیز معیار تشخیصی برای PSP است.

## علت
علت PSP ناشناخته است. کمتر از ۱٪ از مبتلایان به PSP اعضای خانواده‌ای مبتلا به همین بیماری دارند. گونه‌ای در ژن پروتئین تاو به نام هاپلوتیپ H1، واقع در کروموزوم 17 (rs1800547)، به PSP مرتبط شده است. تقریباً همه افراد مبتلا به PSP یک کپی از آن نوع را از هر یک از والدین دریافت کردند، اما این ژن در مورد حدود دو سوم جمعیت عمومی نیز وجود دارد؛ بنابراین، هاپلوتیپ H1 برای ایجاد PSP ضروری به نظر می‌رسد اما کافی نیست. ژن‌های دیگر و همچنین آلودگی محیطی به عنوان عوامل احتمالی دیگر در علت PSP در حال بررسی هستند.
علاوه بر این، هاپلوتیپ H2، همراه با اختلال عملکرد عروقی، می‌تواند عاملی برای فلج فوق هسته‌ای پیشرونده عروقی باشد. علاوه بر تائوپاتی، به نظر می‌رسد اختلال عملکرد میتوکندری نیز در وقوع PSP مؤثر باشد. مهارکننده‌های کمپلکس میتوکندری I (مانند استوژنین‌ها و کینولین‌های موجود در گیاهان آنوناسه و همچنین روتنوئیدها) نمونه‌های خاصی هستند که در آسیب‌های مغزی شبه PSP نقش دارند.

## پاتوفیزیولوژی

عقده‌های قاعده‌ای و قشر مغز در این بیماری تحت تأثیر قرار می‌گیرند.

سلول‌های مغزی آسیب دیده در این بیماری هم نورون‌ها و هم سلول‌های گلیال هستند. نورون‌ها وجود گره‌های نوروفیبریلاری (NFT) را در داخل خود نشان می‌دهند که توده‌هایی از پروتئین تاو (بخشی طبیعی از اسکلت ساختاری داخلی سلول) در داخل مغز هستند (این توده‌ها سبب از بین رفتن ساختار طبیعی نورون و در نتیجه مرگ آن می‌شوند). این گره‌ها اغلب با آنچه در بیماری آلزایمر دیده می‌شود متفاوت هستند، اما زمانی که در قشر مغز مبتلایان آلزایمر رخ می‌دهند ممکن است از نظر ساختاری مشابه باشند. با این حال، ترکیب شیمیایی آن‌ها معمولاً متفاوت است و شبیه به رگه‌هایی است که در دژنراسیون کورتیکوبازال دیده می‌شود. تافت‌های پروتئین تاو در آستروسیت‌ها، یا آستروسیت‌های تافتی، نیز به عنوان نشانه‌های این بیماری در نظر گرفته می‌شوند. آستروسیت‌های تافتی بر خلاف NFTهای کروی، ممکن است در قشر مغز گسترده‌تر باشند. اجسام لویی نیز در برخی موارد دیده می‌شوند، اما اینکه این اجسام فرایندی مستقل یا وابسته به بیماری بوده یا خیر اختلاف نظر وجود دارد؛ زیرا در برخی موارد، PSP می‌تواند همزمان با دژنراسیون کورتیکوبازال، پارکینسون یا بیماری آلزایمر، به‌ویژه در بیماران مسن‌تر، وجود داشته باشد.
نواحی اصلی مغز که تحت تأثیر قرار می‌گیرند عبارتند از:
- عقده‌های قاعده‌ای، به ویژه هسته ساب تالاموس، جسم سیاه و گلوبوس پالیدوس
- ساقه مغز، به ویژه میان‌مغز (بخشی از مغز میانی که حرکت چشم «فوق هسته‌ای» در آن قرار دارد)، و همچنین هسته‌های دوپامینرژیک
- قشر مغز، به‌ویژه لوب‌های پیشانی و سیستم لیمبیک (همانند دژنراسیون فرونتومپورال)
- هسته دندانه دار مخچه
- نخاع، به ویژه ناحیه ای که کنترل مثانه و روده در آن قرار دارد

برخی از محققان، PSP، دژنراسیون کورتیکوبازال، و زوال عقل فرونتوتمپورال (به ویژه FTDP-17) را انواعی از یک بیماری می‌دانند، زیرا پاتوفیزیولوژی، علائم و نشانه‌هایی کما بیش یکسانی را بروز می‌دهند. برخی دیگر از محققان نیز این بیماری‌ها را بیماری جداگانه‌ای در نظر می‌گیرند. بررسی‌ها نشان داده در برخی موارد PSP با بیماری پیک همبودی دارد.

## تشخیص
تصویربرداری رزونانس مغناطیسی (MRI) اغلب برای تشخیص PSP استفاده می‌شود. MRI ممکن است زوال در مغز میانی بدون تحلیل رفتن پل مغز نشان دهد که این وضعیت، علامت «مرغ مگس خوار» نامیده می‌شود.

### انواع
بر اساس یافته‌های پاتولوژیک در موارد تأیید شده PSP به دسته‌های زیر تقسیم می‌شود:
- سندرم کلاسیک ریچاردسون (PSP-RS)
- PSP-پارکینسونیسم (PSP-P) و آکینزی خالص PSP با انجماد راه رفتن (PSP-PAGF)[نیازمند منبع]
- PSP فرونتال، سندرم PSP-کورتیکوبازال (PSP-CBS)، نوعِ رفتاری PSP-زوال عقل فرونتومپورال (PSP-bvFTD) و آفازی غیر روان پیشرونده PSP (PSP-PNFA)[۲۹]
- PSP-C
- PSP ایجاد شده توسط آنوناسه[۳۰]

سندرم ریچاردسون با ویژگی‌های معمول PSP مشخص می‌شود. در PSP-P ویژگی‌های بیماری پارکینسون با تظاهرات بالینی PSP همپوشانی دارد و سیر خوش‌خیم تری را دنبال می‌کند. در هر دو PSP-P و PSP-PAGF توزیع پروتئین تاو در مغز غیرطبیعی و در داخل ساقه مغز نسبتاً محدود است. PSP فرونتال در ابتدا با اختلال رفتاری و شناختی، با یا بدون افتالموپارزی تظاهر می‌کند و سپس به PSP معمولی تبدیل می‌شود. برخلاف انواع قشری که دارای ویژگی‌های غالب قشر مغز هستند، از جمله PSP-CBS, PSP-bvFTD، و PSP-PNFA، فنوتیپ‌های PSP-P و PSP-PAGF گاهی اوقات به عنوان انواع مرتبط با «ساقه مغز PSP» نامیده می‌شوند. آتاکسی مخچه به عنوان ویژگی غالب اولیه به‌طور فزاینده‌ای به عنوان یک زیرگروه بسیار نادر از PSP (PSP-C) شناخته می‌شود که با از دست دادن شدید نورون همراه با گلیوز و تراکم بالاتر اجسام پیچ خورده در هسته دندانه دار مخچه همراه است.

### تشخیص‌های افتراقی
PSP اغلب به جای بیماری پارکینسون اشتباه تشخیص داده می‌شود، زیرا هر دو شامل کندی حرکات و دشواری راه رفتن می‌گردند و PSP یکی از مجموعه‌ای از بیماری‌هایی است که به عنوان سندرم پارکینسون پلاس نامیده می‌شود. هر دو پارکینسون و PSP در اواخر میانسالی شروع می‌شوند و شامل کندی و سفتی حرکت هستند. با این حال، چندین ویژگی متمایز وجود دارد. لرزش در پارکینسون بسیار شایع است، اما در PSP به ندرت رخ می‌دهد. مشکلات گفتاری و بلع در PSP شایع تر و شدیدتر است و حرکات غیرطبیعی چشم PSP اساساً در پارکینسون وجود ندارد. پاسخ ضعیف به لوودوپا، همراه با شیوع متقارن اختلال حرکتی نیز می‌تواند به تمایز PSP از PD کمک کند.
بیماران مبتلا به نوع ریچاردسون PSP، برخلاف وضعیت خمیده به جلو در سایر اختلالات پارکینسونی، تمایل دارند که حالت ایستاده یا پشت قوس دار داشته باشند، اگرچه PSP همراه با پارکینسونیسم می‌تواند حالت خمیده را نشان دهد. افتادن‌های زودهنگام نیز با PSP، به ویژه با سندرم ریچاردسون، شایع تر است.
PSP همچنین به دلیل تغییرات رفتاری ممکن است به اشتباه به عنوان بیماری آلزایمر تشخیص داده شود.
انسفالوپاتی تروماتیک مزمن (CTE) شباهت‌های زیادی با PSP نشان می‌دهد، زیرا هر دو ویژگی‌های زیر را دارند:
- تجمع پروتئین تاو هیپرفسفریله در نورون‌ها یا سلول‌های گلیال
- تجمع آستروسیت‌های تائو ایمونوراکتیو
- لایه‌های قشر سطحی را درگیر کنید

## مدیریت
روش‌های بهبود بیماری تنها به جعت پشتیبانی و کاهش علائم و عوارض ناشی از بیماری صورت می‌گیرد زیرا هیچ درمانی تا به امروز برای PSP شناخته شده نیست. موارد PSP اغلب به دو زیر گروه تقسیم می‌شوند، PSP-ریچاردسون (نوع کلاسیک) و PSP-پارکینسونیسم، که در آن اثر بخشی کوتاه‌مدت به لوودوپا قابل مشاهده است. دیسکینزی یک عارضه گاه‌به‌گاه اما نادر و تا حدودی قابل درمان است. آمانتادین نیز برای بهبود علائم بیماری می‌تواند مفید واقع شود. پس از چند سال، نوع پارکینسونی به ویژگی‌های ریچاردسون تمایل پیدا می‌کند. بوتاکس نیز می‌تواند برای درمان دیستونی گردن و بلفارواسپاسم استفاده شود، اما می‌تواند دیسفاژی را تشدید کند.
دو مطالعه نشان داده‌اند که ریواستیگمین ممکن است به بهبود جنبه‌های شناختی کمک کند، اما نویسندگان هر دو مطالعه پیشنهاد کرده‌اند که مطالعات بزرگتر برایی اثبات این مسئله مورد نیاز است. شواهدی از مطالعات در مقیاس کوچک وجود دارد که نشان می‌دهد زولپیدم، خواب‌آور بوده و می‌تواند عملکرد حرکتی و حرکات چشم و مشکلات خواب را بهبود بخشد.

### توان‌بخشی
کاردرمانی، آسیب‌شناسی گفتار-زبان برای تغییرات گفتاری-حرکتی (معمولاً دیزآرتری اسپاستیک-آتاکسیک) و فیزیوتراپی برای مشکلات تعادلی و راه رفتن به دلیل افتادن‌های مکرر، روش‌های مؤثری برای کاهش سیر پیشرونده بیماری و بهبود کیفیت زندگی هستند. تحقیقاتی نیز در مورد استفاده از آموزش راه رفتن به کمک ربات انجام شده است. رویکردهای مبتنی بر شواهد برای توانبخشی در PSP وجود ندارد و در حال حاضر اکثر تحقیقات، شامل گزارش‌های موردی است که فقط تعداد کمی از بیماران را در بر می‌گیرد.
گزارش‌های موردی برنامه‌های توانبخشی برای بیماران مبتلا به PSP عموماً شامل فعالیت‌های هماهنگی اندام، متعادل نگه داشتن تخته شیب‌دار، تمرین راه رفتن، تمرینات قدرتی با تمرینات مقاومتی پیشرونده، و تمرینات ایزوکینتیک و کشش عضلات گردن است. در حالی که برخی گزارش‌های موردی نشان می‌دهند که فیزیوتراپی می‌تواند باعث بهبود تعادل و راه رفتن بیماران مبتلا به PSP شود، نتایج را نمی‌توان در همه بیماران PSP تعمیم داد، زیرا هر گزارش موردی تنها یک یا دو بیمار را دنبال می‌کرد. مشاهدات انجام شده از این مطالعات موردی می‌تواند برای کمک به تحقیقات آینده در مورد اثربخشی برنامه‌های تمرین تعادل و راه رفتن در مدیریت PSP مفید باشند.
افراد مبتلا به PSP اغلب به کاردرمانگران ارجاع داده می‌شوند تا به مدیریت شرایط خود و افزایش استقلال در انجام فعالیت‌های روزمره زندگی‌شان کمک کنند. کاردرمانی می‌تواند شامل آموزش استفاده از وسایل کمک حرکتی باشد. به دلیل تمایل افراد مبتلا به عقب افتادن، استفاده از واکر مخصوصاً واکرهایی که در جلو قابل وزنه گذاری هستند به جای عصا توصیه می‌شود. استفاده از وسایل کمک حرکتی مناسب به کاهش خطر افتادن در افراد کمک و آنها را برای تردد انفرادی ایمن تر می‌کند. به دلیل مشکلات تعادلی و حرکات نامنظم، افراد باید زمانی را صرف یادگیری نحوه رفت و آمد ایمن در خانه و اجتماع خود کنند. این تمرین‌ها می‌تواند شامل بلند شدن و نشستن ایمن روی صندلی نیز باشد.
به دلیل ماهیت پیشرونده این بیماری، همه افراد در نهایت توانایی راه رفتن خود را از دست می‌دهند و باید به سمت استفاده از ویلچر پیش روند. ناتوانی شدید حرکتی معمولاً دیسفاژی شدید اغلب به دنبال دارد و نشانه ای مبنی بر وقوع مرگ در آینده ای نزدیک و پس از چند ماه است.

## پیش‌آگهی
هیچ روش یا درمان مؤثری برای درمان PSP یافت نشده است، اگرچه برخی از علائم می‌توانند به اقدامات غیر اختصاصی پاسخ دهند. پیش‌آگهی ضعیف PSP عمدتاً به تأثیر جدی این وضعیت بر کیفیت زندگی نسبت داده می‌شود. میانگین سن شروع علائم ۶۳ سال و بقا معمول پس از شروع علائم به‌طور متوسط هفت سال با واریانس زیاد است. ذات الریه یک علت شایع مرگ در مبتلایان به‌شمار می‌آید زیرا اغلب در اثر آسپیراسیون ذرات غذا وارد ریه این افراد می‌شود.

## تاریخچه
در سال ۱۸۷۷، شارکوت، زنی ۴۰ ساله را توصیف کرد که دارای پارکینسونیسم سخت-آکینتیک، دیستونی گردن، دیس‌آرتری و مشکلات حرکتی چشم بود. در سال ۱۹۵۱، چاوانی و همکاران ویژگی‌های بالینی و پاتولوژیک یک مرد ۵۰ ساله را با شکل سفت و سخت پارکینسونیسم با بی‌ثباتی وضعیتی، دیستونی گردن، دیزآرتری و خیره شدن گزارش کردند. در سال ۱۹۷۴، تغییرات شناختی منحصر به فرد لوب پیشانی فلج فوق هسته ای پیشرونده مانند بی‌تفاوتی، از دست دادن خودانگیختگی، کند شدن فرآیندهای فکری و از دست دادن عملکردهای اجرایی، برای اولین بار توسط آلبرت و همکارانش توصیف شد.
بین سالهای ۱۸۷۷ و ۱۹۶۳، ۲۲ گزارش موردی مستند از PSP، اگرچه به عنوان یک اختلال متمایز توصیف نگردید اما در ادبیات عصب‌شناسی شناخته شده بود. فلج فوق هسته ای پیشرونده برای اولین بار توسط عصب شناسان جان استیل، جان ریچاردسون و یرزی اولشفسکی در سال ۱۹۶۳ به عنوان یک اختلال متمایز توصیف شد. آنها همان سندرم بالینی را در ۸ بیمار تشخیص دادند و یافته‌های کالبدشکافی را در شش نفر از آنها شرح دادند.

## جامعه و فرهنگ
سازمان‌های متعددی در سراسر جهان وجود دارند که از بیماران PSP و تحقیقات در مورد PSP و بیماری‌های مرتبط، مانند دژنراسیون کورتیکوبازال (CBD) و آتروفی سیستم چندگانه (MSA) حمایت می‌کنند.
- کانادا: PSP فرهنگ کانادا، یک سازمان غیرانتفاعی ثبت شدهٔ فدرال است که از بیماران و خانواده‌هایی که با PSP, CBD و MSA سر و کار دارند، حمایت می‌کند. این سازمان در سال ۲۰۱۷ با کمک سازمان درمانPSP در ایالات متحده راه اندازی شد.[۶۲]
- فرانسه: انجمن PSP فرانسه، یک انجمن غیرانتفاعی برای بیماران است که در سال ۱۹۹۶ با کمک PSPA بریتانیا تأسیس شد. همچنین از بیماران فرانسوی زبان در کبک، مراکش، الجزایر، بلژیک و لبنان حمایت می‌کند.[۶۳]
- بریتانیا: PSPA، یک مؤسسه خیریه ملی برای اطلاعات، حمایت از بیماران و تحقیقات PSP و CBD، که در سال ۱۹۹۵ تأسیس شد.[۶۴]
- ایرلند: PSPAI، سازمانی که هدف آن افزایش آگاهی عمومی از PSP است.[۶۵]
- ایالات متحده: درمانPSP، یک سازمان غیرانتفاعی است که برای ارتقاء آگاهی، مراقبت و تحقیق در مورد PSP, CBD, MSA و سایر بیماری‌های عصبی اولیه زندگی ایجاد شد.[۶۶]

### در فرهنگ عامه
در مجموعه تلویزیونی کمدی -درام موزیکال آمریکایی، لیست پخش فوق العاده زوئی (۲۰۲۰)، پدر شخصیت اصلی (میچ کلارک با بازی پیتر گالاگر) دارای PSP است.

### افراد برجسته مبتلا
دادلی مور بازیگر، کمدین، نوازنده و آهنگساز انگلیسی در سال ۱۹۹۹ مبتلا به PSP تشخیص داده شد و در سال ۲۰۰۲ به دلیل عوارض ناشی از این بیماری درگذشت.
لیندا رونشتاد، خواننده آمریکایی، در سال ۲۰۱۹، پس از تشخیص اولیه بیماری پارکینسون در سال ۲۰۱۴، ابتلایش به PSP تأیید شد
جنیفر وکستون، نماینده ایالات متحده، در سال ۲۰۲۳ پس از تشخیص نادرست بیماری پارکینسون در اوایل همان سال، مبتلا به PSP شناخته شد.